# Leontodon incanus
Leontodon incanus — вид квіткових рослин з родини айстрових (Asteraceae). Вид зростає в Європі: Німеччина, Швейцарія, Ліхтенштейн, Австрія, Польща, Словаччина, Угорщина, Франція, Італія, Словенія, Хорватія, Боснія та Герцеговина, Чорногорія, Албанія, Румунія; це багаторічна рослина помірних біомів.

## Середовище
Росте на сонячних кам'янистих схилах, у щілинах скель, на лісових узліссях та світлих лісах. Йому потрібні теплі, сухі літні, лужні до нейтральних, багаті на гумус ґрунти.

## Морфологічна характеристика
Багаторічна, сіро-повстяна рослина, 10–35 см заввишки. Кореневище ріпоподібне, багатоголове. Стебла прямі, поодинокі або в суцвіттях по 2–6, нерозгалужені, безлисті, з 1–2 ланцетними приквітками, злегка потовщеними під піхвою. Листки в прикореневій розетці, від лінійно-довгастого до вузько оберненояйцеподібно-ланцетного, поступово звужене до крилатого черешка, цілокрає або віддалено надрізане, неглибоко зубчасте, тупо загострене. Квіткова голова поодинока. Приквітки лінійно-ланцетні, квітки золотисто-жовті, приймочки жовті. Плоди довжиною 7–9 мм, коричневі, звужені на верхівці та з короткими колючими сім'янками.